# DADDY! DADDY! DO!
「DADDY! DADDY! DO! feat. 鈴木愛理」（ダディ・ダディ・ドゥ フィーチャリング すずきあいり）は、2020年4月15日にエピックレコードジャパンより発売された鈴木雅之の40枚目のシングル。

## 背景
前作「ラブ・ドラマティック」に続き、テレビアニメ『かぐや様は告らせたい?〜天才たちの恋愛頭脳戦〜』のオープニングテーマに使用された。

## 制作
表題曲である「DADDY! DADDY! DO!」は、前作同様、作詞・作曲はいきものがかりの水野良樹、プロデュースに本間昭光、ゲストボーカルにはW鈴木として元℃-uteの鈴木愛理が参加した。

## リリース
2020年4月15日にEpic Records Japanから、デジタルダウンロードをはじめ、描き下ろしアニメ絵柄によるデジパック仕様の期間生産限定盤としてリリースされ、デビュー40周年記念ベスト・アルバム『ALL TIME ROCK 'N' ROLL』と同時発売された。

## 収録曲
| 全作詞・作曲: 水野良樹、全編曲: 本間昭光。 |                                                         |          |            |      |
| #                                          | タイトル                                                | 作詞     | 作曲・編曲 | 時間 |
| 1.                                         | 「DADDY! DADDY! DO! feat. 鈴木愛理」                    | 水野良樹 | 水野良樹   | 4:15 |
| 2.                                         | 「DADDY! DADDY! DO! feat. 鈴木愛理（TV Size Version）」 | 水野良樹 | 水野良樹   | 1:31 |
| 3.                                         | 「DADDY! DADDY! DO! feat. 鈴木愛理（カラオケ）」        | 水野良樹 | 水野良樹   | 4:14 |
| 4.                                         | 「DADDY! DADDY! DO!（Instrumental）」                   | 水野良樹 | 水野良樹   | 4:12 |
| 合計時間:                                  | 合計時間:                                               | 14:12    |            |      |

## カバー
DADDY! DADDY! DO!
- 石上優（鈴木崚汰）、伊井野ミコ（富田美憂） - 2022年4月27日発売のアルバム『KAGUYA ULTRA BEST』に収録。